# 羅漢峡
羅漢峡（らかんきょう）は、広島県廿日市市が昭和41年10月1日に指定した名勝。

## 概要
広島県廿日市市の指定文化財（名勝：昭和41年10月1日に指定）。
一級河川小瀬川の上流部、広島県廿日市市栗栖の渓谷で、四季折々の美しい自然を楽しめる。特に秋の紅葉は美しく、プロアマを問わずカメラマンがたくさん訪れる。羅漢峡に並走する国道186号線に温泉施設をもつ道の駅「スパ羅漢」がある。
スパ羅漢のすぐ下流に落差5m程度の「大滝」がある。

## 交通
広電バス：吉和行きで、悪谷・新羅漢温泉前バス停留所下車。